# IOS 11
iOS 11 — версия операционной системы iOS от корпорации Apple, преемник iOS 10 и предшественник iOS 12. Была представлена на конференции Worldwide Developers Conference5 июня 2017 года. Первая бета-версия стала доступна для разработчиков сразу после основной презентации, публичное тестирование началось в июле. Финальный релиз iOS 11 для потребителей состоялся 19 сентября 2017 года. Последней на данный момент версией является iOS 11.4.1. На смену ей пришла iOS 12 17 сентября 2018 года.
iOS 11 плохо сказалась на производительности старых устройств, таких как iPhone 5s, iPhone 6, и iPhone 6 Plus.

## История
iOS 11 была представлена на конференции Apple Worldwide Developers Conference 5 июня 2017 года, тогда же для разработчиков стала доступна первая бета-версия.
- iOS 11.0 — релизная вышла 19 сентября 2017 года
- iOS 11.0.1 — вышла 26 сентября 2017 года и содержала исправления ошибок
- iOS 11.0.2 — вышла 2 октября 2017 года и содержала исправления ошибок
- iOS 11.0.3 — вышла 11 октября 2017 года и содержала исправления ошибок
- iOS 11.1 — вышла 31 октября 2017 года. В этом обновлении было добавлено более 70 новых эмодзи и улучшен Универсальный доступ
- iOS 11.1.1 — вышла 9 ноября 2017 года и содержала исправления ошибок
- iOS 11.1.2 — вышла 16 ноября 2017 года и содержала исправления ошибок
- iOS 11.2 — вышла 2 декабря 2017 года. В этом обновлении был добавлен Apple Pay Cash
- iOS 11.2.1 — вышла 14 декабря 2017 года и содержала исправления ошибок
- iOS 11.2.2 — вышла 9 января 2018 года и содержала улучшения безопасности
- iOS 11.2.5 — вышла 23 января 2018 года. В этом обновлении была добавлена поддержка HomePod и возможность Siri прочитать последние новости
- iOS 11.2.6 — вышла 23 февраля 2018 года и содержала исправления ошибок
- iOS 11.3 — вышла 29 марта 2018 года. Среди нововведении две клавиатурные раскладки Шуанпинь, 4 новых Animoji, функция "Состояние аккумулятора" и другие изменения
- iOS 11.3.1 — вышла 24 апреля 2018 года и содержала улучшения безопасности
- iOS 11.4 — вышла 29 мая 2018 года. Среди нововведении поддержка AirPlay 2, стереопара HomePod, сообщения в iCloud и другие изменения
- iOS 11.4.1 — вышла 9 июля 2018 года и содержала исправления ошибок

## Изменения
- Новое приложение Файлы, в котором можно хранить, искать и сортировать документы.
- Новая панель Dock.
- Новая функция сканирования документов в Заметках.
- Коллекция новых фильтров для камеры.
- Обновленное приложение App Store.
- Обновлённый дизайн Центра управления

## Критика
iOS 11 получила смешанные отзывы. Критики высоко оценили док-станцию приложений и новый многозадачный интерфейс на iPad, отметив, что они обновили пользовательский интерфейс. Дальнейшая похвала была направлена на переработанный Центр управления, предлагающий настраиваемые переключатели; критика была широко сосредоточена на отсутствии поддержки сторонних приложений, отсутствии возможности выбора сети Wi-Fi и сложностях использования на экранах небольшого размера, а также на его нестабильности. Критики также отметили новые инструменты разработки дополненной реальности, но сказали, что их влияние будет зависеть от сторонних приложений и от того, насколько быстро разработчики их освоят. Также были отмечены редизайн App Store и новые инструменты управления файлами. Вскоре после выпуска было обнаружено, что отключение соединений Wi-Fi и Bluetooth через Центр управления не отключает соответствующие чипы в устройстве, чтобы оставаться работоспособным для фонового подключения, дизайнерское решение, вызывающее критику за «введение в заблуждение» пользователей и снижение безопасности. из-за потенциальных уязвимостей в неактивных открытых соединениях. В обновлении iOS 11.2 добавлены предупреждающие сообщения и новый цвет переключателя для объяснения новых функций. iOS 11 также подвергалась постоянной критике со стороны критиков и конечных пользователей за предполагаемые проблемы со стабильностью и производительностью, особенно на старых устройствах; Apple выпустила множество обновлений программного обеспечения для решения таких проблем и посвятила iOS 12 в основном улучшению стабильности и производительности. Через два месяца после выпуска 52% устройств iOS работали под управлением iOS 11, что ниже, чем у предыдущих версий iOS. К сентябрю 2018 года это число увеличилось до 85 % устройств.
Дитеру Бону из The Verge понравилась новая настройка Центра управления, включая настраиваемые переключатели и параметры, расширяемые с помощью 3D Touch, и он написал, что «есть несколько панелей, которые меня действительно впечатлили», особо выделив пульт Apple TV как возможную замену обычный пульт. Однако он отметил отсутствие стороннего доступа к Центру управления с надеждой на поддержку в будущем и отсутствие возможности выбора сети Wi-Fi. Он похвалил функцию записи экрана, назвав ее «очень аккуратной». Бон подверг резкой критике представление уведомлений, написав, что у него «очень серьезные разногласия» с Apple по поводу того, как им управлять, уточнив, что он предпочитает использовать этот экран как можно больше, заявив при этом, что «философия Apple заключается в том, что я стараюсь слишком сложно», чтобы контролировать быстрые уведомления. Бону понравилось новое приложение «Файлы», новая функция перетаскивания на главном экране, позволяющая пользователям перетаскивать несколько приложений одновременно, и высоко оценена многозадачность на iPad. Написав, что «многозадачность на iPad — это почти откровение», он наслаждался док-станцией приложений и возможностью размещать до трех приложений на экране одновременно с большей свободой в размещении. Бон признал, что «она не такая интуитивно понятная, не такая простая и не такая легкая в управлении, как традиционная оконная система, которую вы получите на Mac, ПК или Chromebook», но все же похвалил ее за то, что она «радикально более мощная, чем то, что когда-либо было доступно на iPad раньше». Наконец, Бон похвалил Siri за улучшение голоса, подчеркнул дополненную реальность, позволяющую запускать «невероятные игры», и повторил прежнее мнение о том, что iOS 11 является «самым амбициозным обновлением программного обеспечения от Apple за очень и очень долгое время».
Джейсон Снелл из Macworld написал, что шумиха вокруг iOS 11 «оправдана». Снелл похвалил новый «более плавный» режим передачи данных и настроек между старым iPhone и новым iPhone, сославшись на предыдущий опыт выполнения этого вручную как «разочаровывающее упражнение по многократному вводу паролей при прослушивании длинной серии вопросов о активация или деактивация многочисленных функций iOS». Он также похвалил дизайн Центра управления, назвав его «отличным обновлением», но также подчеркнув невозможность легкого переключения сетей Wi-Fi. Снелл отметил, что дизайн App Store не менялся в течение многих лет, но был полностью переработан в iOS 11, и написал, что приверженность Apple редакционным страницам «впечатляет», что делает App Store «более богатым и увлекательным опытом». Что касается внедрения дополненной реальности, он заявил, что большинство приложений, использующих ее, были «плохими», хотя некоторые из них также «умопомрачительно хороши», добавив, что «огромный потенциал» зависит от того, как ее используют сторонние приложения. Снелл также похвалил улучшения работы с iPad, включая многозадачность и перетаскивание между приложениями, последнее из которых, по его словам, «действительно превосходит мои ожидания» из-за простоты использования. В его обзоре говорится, что iOS 11 — «самое амбициозное и впечатляющее обновление Apple за последние годы».
Ромен Дилле из TechCrunch сосредоточился в своем обзоре в основном на iPad, написав, что iOS 11 «превращает ваш iPad в совершенно другую машину», с «гораздо более эффективной» многозадачностью и улучшенным доступом к док-станции приложений.Он также похвалил дизайн App Store, назвав его «огромным улучшением по сравнению с предыдущим App Store», а также выделил изменения дизайна в других приложениях, в том числе «огромный жирный заголовок с названием приложения или раздела». Хотя он признал, что «многие друзья-технари сказали мне, что они ненавидят это изменение», Диллет заявил: «Я думаю, что большинству людей оно понравится. Оно визуально приятное и характерное». Он заявил, что дополненная реальность станет более актуальной в ближайшие дни после выпуска iOS 11, поскольку сторонние разработчики будут включать функции в свои приложения, и похвалил Apple за создание инструментов разработки ARKit, поскольку это «намного упрощает реализацию функций дополненной реальности». В заключение Дилле написал, что «десять лет назад iOS начиналась как ограниченная операционная система. Сейчас это одна из крупнейших цифровых игровых площадок».
Девиндра Хардавар из Engadget заявил, что в iOS 11 основное внимание уделялось «превращению iOS во что-то более похожее на настольный компьютер» с множеством улучшений для iPad, «оставляя iPhone немного позади». Он испытывал смешанные чувства по поводу Центра управления, написав, что на маленьких экранах телефонов он «кажется беспорядочным беспорядком», и добавив, что настоящий комфорт может быть только с большими экранами, а это тревожная ситуация для владельцев устройств без Plus. Тем не менее, он похвалил возможность настраивать кнопки, в том числе удалять те, которые пользователь никогда не использует, а также возможность быстро записывать экран или включать специальные возможности.Он назвал новый дизайн приложений «привлекательным» и положительно отметил новый ящик приложений в нижней части разговоров в приложении «Сообщения», назвав его «большим улучшением по сравнению с грязным интерфейсом прошлого года». Он похвалил Siri за улучшенный голос, приложение «Фотографии» за создание лучших воспоминаний и новые социальные функции в Apple Music, хотя и отметил, что в его кругу общения мало людей, использующих эту услугу. Ссылаясь на приложение IKEA «IKEA Place», которое использует дополненную реальность для виртуального размещения объектов в комнате, он высоко оценил производительность технологии дополненной реальности на iPhone, написав, что «она отлично справилась с визуализацией мебели в физических пространствах, используя как iPhone 8, и, что еще более впечатляюще, он без проблем работал на моем iPhone 6S». Наконец, Хардавару также понравились новые функции на iPad, назвав многозадачность, стыковку приложений и перетаскивание «значительными изменениями», а также подчеркнув «особенно полезный» опыт перетаскивания интернет-контента прямо из Интернета в новое приложение «Файлы». Подводя итог, он признал значительные успехи, достигнутые для iPad с iOS 11, написав, что «жаль, что iOS 11 не приносит большего на iPhone», хотя и признал рост дополненной реальности.
В ноябре 2017 года страница поддержки Apple App Store была обновлена, чтобы отразить, что 52% устройств iOS работали под управлением iOS 11, что является более медленным темпом миграции, чем при выпуске iOS 10 годом ранее, когда к октябрю было принято 60% пользователей в 2016 году. К декабрю 2017 года это число увеличилось до 59 % устройств.

### Несоответствия дизайна и программные ошибки
В сентябре 2017 года Хесус Диас из Fast Company раскритиковал детали дизайна iOS 11 и встроенных приложений Apple, которые не соответствуют рекомендациям Apple по пользовательскому интерфейсу. Заголовки, не выровненные должным образом между разными приложениями, элементы не центрированы, а также разные цвета и размеры, заставили Диаса написать, что «когда дело доходит до программного обеспечения, внимание Apple к деталям рушится». Тем не менее, он также оглянулся на историю, упомянув, что оригинальный дизайн Apple Music, отсутствие выравнивания оптической типографики в приложении «Календарь» и ранее исправленные ошибки дизайна iOS, переносимые на программное обеспечение macOS, установили, что «Эта непоследовательность и недостаток внимания к деталям не новы в Apple». Он твердо заявил: «Возможно, это неизбежно, учитывая монументальную задачу ежегодного обновления операционной системы. Но для компании, претендующей на навязчивое внимание к деталям, это неприемлемо».
В ноябре 2017 года Адам Кларк Эстес из Gizmodo много писал об ошибках программного обеспечения и несовершенствах продуктов, возникающих при использовании iOS 11. Эстес указал на такие проблемы, как клавиатура, скрывающая сообщения, и исчезающее поле ответа в приложении «Сообщения», буква «i», преобразованная в символ Unicode, и экран перестает отвечать на запросы, написав, что «Новая операционная система превратила мой телефон в кишащий насекомыми труп своего прежнего «я», и разочарование от попытки использовать его иногда заставляет меня тоже хотеть умереть». Он также писал о том, что технологии становятся все более продвинутыми и изощренными, объясняя это тем, что «когда вышел iPhone 4, смартфоны были намного проще. Камеры были ужасно дрянными. Экраны были маленькими. Количество приложений мы могли загружать, и вещи, к которым мы могли подключаться, были мизерными по сравнению с сегодняшним днем. Мы должны ожидать некоторых ошибок, я думаю. Более сложные технологии содержат больше точек отказа, и я слишком упрощаю проблему ». В заключение он теоретизировал о технологическом развитии, написав: «Однако я пытаюсь понять, как именно моя жизнь с компьютерами так резко изменилась со времен Windows 95, когда ничего не работало правильно, к золотому веку iPhone 4, когда все казалось совершенным. , до сегодняшнего дня, когда всего несколько ошибок iOS заставляют меня чувствовать, что мир разваливается. Может быть, я раздражающий, плаксивый, который расстроен тем, что ничто больше не кажется совершенным. Или, может быть, просто может быть, Apple ускользает, и мы были неправы, когда ей все время доверяли».

## Поддерживаемые устройства
Для iOS 11 требуются устройства с чипом Apple A7 и позже, что исключает поддержку всех устройств с процессорами Apple A6 или A6X, включая iPhone 5, iPhone 5c и iPad (4-го поколения) 
Ниже приведён список поддерживаемых устройств:

| iPhone - iPhone 5s - iPhone 6 - iPhone 6 Plus - iPhone 6s - iPhone 6s Plus - iPhone 7 - iPhone 7 Plus - iPhone 8 - iPhone 8 Plus - iPhone SE - iPhone X | iPad - iPad Air - iPad Air 2 - iPad 2017 - iPad 2018 - iPad mini 2 - iPad mini 3 - iPad mini 4 - iPad Pro - iPad Pro (2-го поколения) iPod touch - iPod touch 6 |